# Fourquevaux
Fourquevaux este o comună în departamentul Haute-Garonne din sudul Franței. În 2009 avea o populație de 754 de locuitori.

## Evoluția populației
| An        | 1975 | 1982 | 1990 | 1999 | 2006 | 2009 |
| --------- | ---- | ---- | ---- | ---- | ---- | ---- |
| Populație | 460  | 557  | 639  | 716  | 759  | 754  |